# 李紹宗
李紹宗，福建泰宁縣人，明朝政治人物、進士出身。

## 生平
永樂十三年，登進士，官至浙江按察司佥事。